# Hambühren
Hambühren község Németországban, Alsó-Szászországban, a Cellei járásban. Lakosainak száma 10 882 fő (2023. december 31.).

## Fekvése
Celle központjától 6 km-rel nyugatra, az Aller folyó közelében fekvő település.

## Történelme
Hambühren nevét először egy 1235-ben kelt oklevél említette. 1857. október 13-án Hambühren egy nagy lázadás áldozatává vált.
A második világháború alatt a közelben lőfegyvergyárat létesítettek, ahol elsősorban kényszermunkások dolgoztak, A második világháború után a régi lőszer-bunkerek közül sokat lakóépületekké alakítottak át. A mai Hambühren 1970. január 1-jén területi reform keretében jött létre. 1950-ben a Reinsehlen befogadó központból származó háborús menekülteket telepítették át ide, kik közül sokan örökre itt telepedtek le.

## Földrajza
Hambühren két településrészből Hambühren I - és Hambühren II áll. Környező elepülések: Allerhop, Oldau, Ovelgoenne, Rixförde és Schönhop. Az Aller az északi településen folyik keresztül.

## Látnivalók
- Templomok

## Galéria

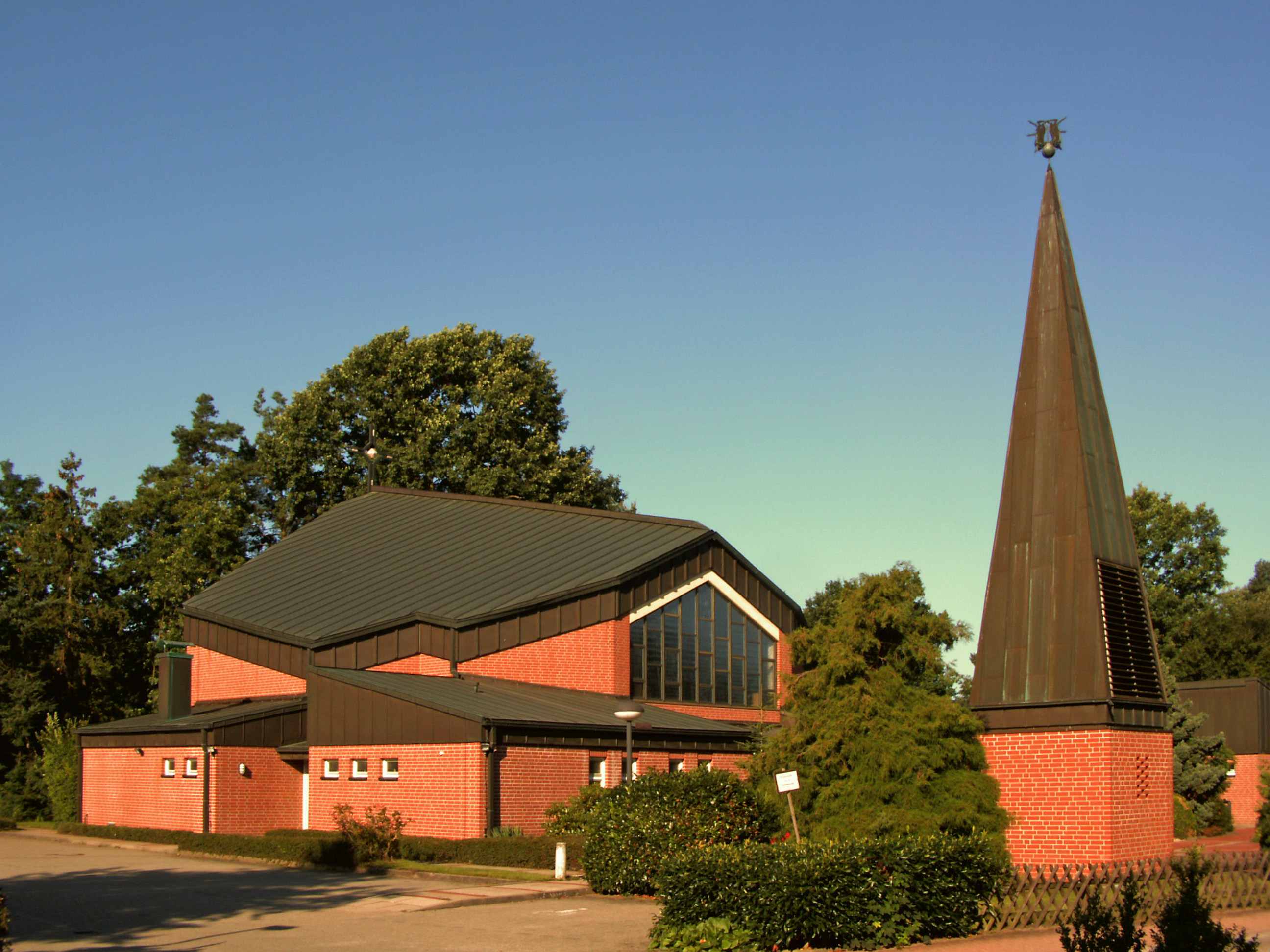
Hambühren, Kirche Schutzengel neu
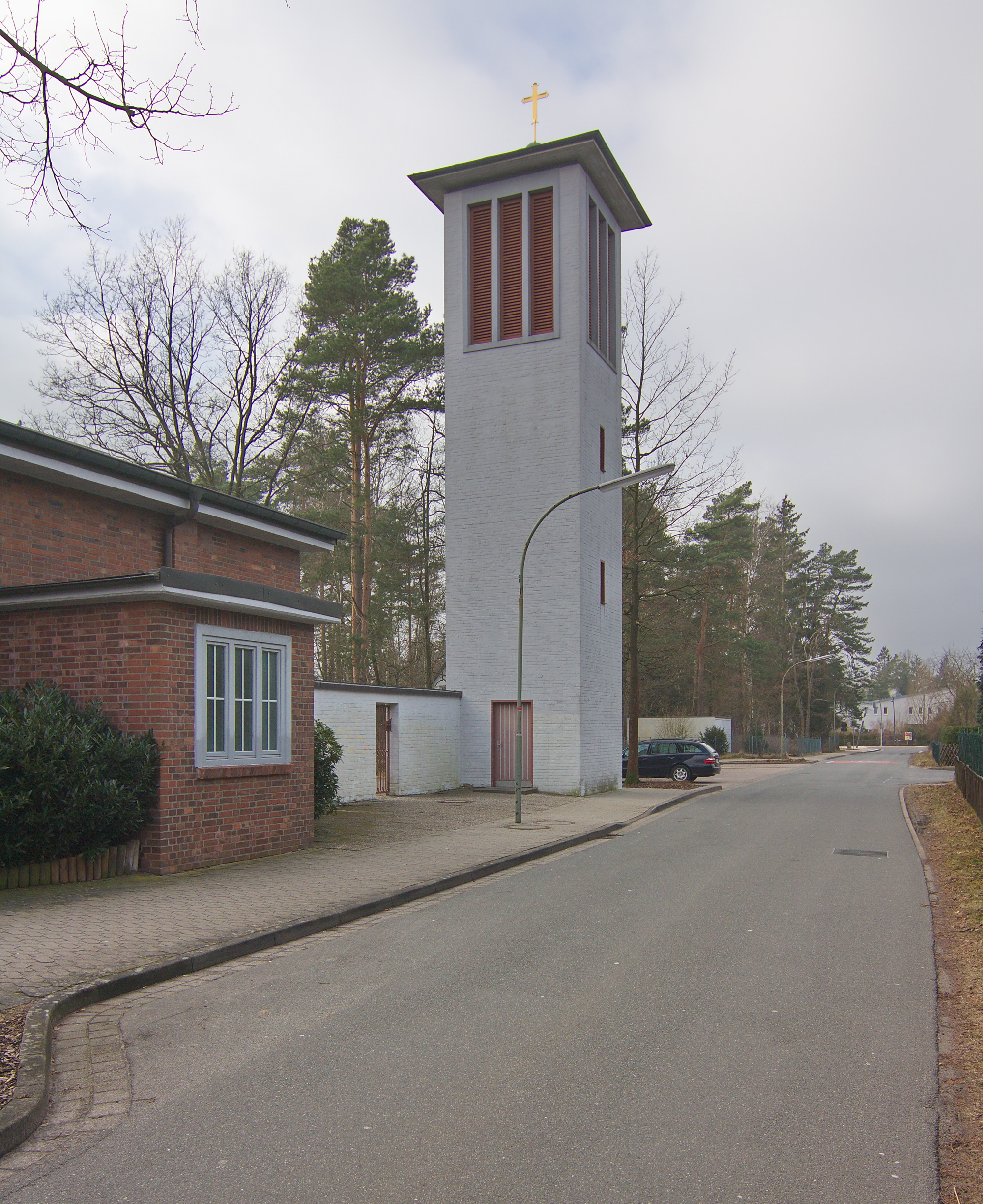
Auferstehungskirche, Hambühren

## Testvértelepülések
- Buk

## Itt született személyek
- Paul Ohnsorge (1915-1975), művész
- Otto Stumpf (1940-2017), kenu, sportoló és politikus
- Klaus Schulze (született 1947), zeneszerző, az elektronikus zene úttörője
- Thomas Adasch (született 1965), politikus (CDU)
- Jörg Bode (született 1970), politikus (FDP)